# Rigmor Andersen
Rigmor Andersen (11. december 1903 i Aarhus – 10. marts 1995 i Søllerød) var en dansk arkitekt. 
Rigmor Andersen var som møbelarkitekt elev af Kaare Klint, hvis hele retning hun videreførte med stor dygtighed og selvstændighed. I indretningen af Kvinderegensen, Billedbladets sommerhus m. m. viste hun en udpræget evne for møblering og interiørkunst. 
Hun blev gift 21. april 1932 i København. med arkitekt Louis Henry Kryger.  Parrets søn Niels Kryger (30. december 1934 - 8. oktober 2020) var arkitekt, industriel designer og forfatter til en række bøger af forskellig art. 

## Uddannelse
Student 1922 og cand. phil., besøgte Teknisk Skole, og blev i september 1923 optagget på Kunstakademiet, hvor hun gennemgik bygningsteknisk og og højere skole. Hun fulgte, bl.a. Kaare Klints undervisning i møbelkunst, indtil 1928. 1927-1929 arbejdede hun med PH Lampen under Poul Henningsen, 1929-1939 medhjælper hos Kaare Klint. 

## Stipendier
Bernhard Hirschsprung 1934, Knud V. Engelhardt 1940. 

## Udstillinger
Snedkerlavets møbeludsttilling 1931, »Dit Hjem« (Forum), Foreningen for Kunst; Håndværks Jubilæumsudstilling 1932, Dansk Kunsthåndværk i Stockholm (1942).

## Arbejder
Købestævnets konkurrence: Spisestuemøbler i byggemøbelprincip 1931, indretning af Kvinderegensen med møblering af 56 Værelser med serie- og specialmøbler, deriblandt festsalen (for Frans Schwartz' Legat) 1932, Snedkerlavets møbelkonkurrence 1933 og 1936, Billedbladets konkurrence om møblering af sommerhus 1941. Har udført møblementer og enkeltmøbler bl.a. sølvtøjsskab af palissander (udført i 1936 af Rud. Rasmussen og udstillet i 1942 i Stockholm).